# Альберт Німан
Альберт Німанн (англ. Albert Niemann; 20 травня 1834 — 19 січня 1861) — німецький фармацевт, винахідник кокаїну.
У 1860 році Німанн вперше виділив кокаїн з листя перуанського кокаїнового куща.

## Біографія
Народився в м. Госляр (Німеччина) в сім'ї директора місцевої школи. Влітку він 1852 р. вступив до Геттінгенського університету на відділення технології лікарських форм філософського факультету. А Німанну читав лекції професор Фрідріх Велер. У 1858 р. він успішно склав іспит на фармацевта і став працювати в лабораторії Геттінгенського університету у професора Ф. Велера. Перед молодим вченим було поставлено завдання провести два дослідження:
- Здійснити хімічну реакцію дихлорид сірки (S2CI2) з етиленом (C2H4).
- Визначити хімічний склад листя коки.

Німанн відзначав специфічне оніміння язика після контакту з кокаїном. Це спостереження він згадав у своїй дисертації «Про нову органічну основу, що міститься в листі коки» (Niemann A., 1860).
Він був представлений до ступеня доктора хімії. Німанн незабаром помер від токсичної пневмонії у віці 26 років, так і не завершивши перспективну наукову роботу. Він став жертвою свого наукового дослідження і, ймовірно, його смерть — перший фатальний випадок отруєння людини іпритом.